# Carl Björling (orgelbyggare)
Carl Björling, tidigare Henriksson, döpt 2 maj 1686 i Rystads socken, Östergötlands län, död 3 mars 1743 i Kristbergs socken, Östergötlands län, var en svensk orgelbyggare utan examen. Han var även organist och klockare.
Tidigare trodde man att det fanns en Lars Björling som hade gjort orglarna mellan 1735 och 1743.  Björling lärde sig troligtvis att bygga orglar av Johan Agerwall i Söderköping. Troligen tog han över verksamheten efter Agerwalls död 1711.

## Biografi
Björling döptes 2 maj 1686 på Björsby i Rystads socken. Han var son till sockenmannen Henrik Nilsson (1648–1722) och Marja Persdotter (död 1736). Han kom att arbeta som dräng på föräldrarnas gård. Björling gifte sig 1709 Rystad med Kerstin Persdotter i Skälv. Efter giftermålet flyttade Persdotter in på gården Björsby.

Björling blev senast 1712 organist och klockare i Östra Hargs församling och stannade där till 1727. År 1727 blev han organist och klockare i Kristbergs församling och stannade där fram till sin död. Björling drunknade 3 mars 1743 i Roxen och begravdes 15 mars samma år.

### Familj
Björling gifte sig 3 februari 1709 i Rystad med Kerstin Persdotter (1684–1742). De fick tillsammans barnen Catrina (1709–1709), Johannes (1712–1714), Petrus (1714–1715), Anders (1716–1717), Christina (1718–1772), Elisabet (1720–1776), Carl (1723–1776), och Peter (1727–1782).

## Lista över orglar
| År        | Ursprunglig kyrka         | Stift      | Bild | Manualer | Pedal | Stämmor   | Bevarad orgel/fasad | Övrigt |
| --------- | ------------------------- | ---------- | ---- | -------- | ----- | --------- | ------------------- | --- |
| 1712      | Östra Hargs kyrka         | Linköpings |      |          |       | 4 1⁄2     | Nej/Nej             | Han fick betalt 150 daler för orgelverket. En ny orgel byggdes 1786 av Pehr Schiörlin, Linköping. |
| 1716      | Vånga kyrka, Östergötland | Linköpings |      |          |       | 5 eller 7 | Nej/Nej             | Kyrkan revs 1866 och en ny orgel byggdes samma år av Åkerman & Lund, Stockholm. |
| 1725–1726 | Grebo kyrka               | Linköpings |      |          |       | 6         | Nej/Nej             | Orgeln kostade 360 daler kopparmynt. Orgeln approberades av Anders Schörling, Linköping. 1728 målades orgeln av en målare. En ny orgel byggdes 1785 av Pehr Schiörlin, Linköping. |
| 1735–1736 | Vreta klosters kyrka      | Linköpings |      |          |       | 7         |                     | Orgeln kostade 600 daler kopparmynt. Orgel sattes aldrig upp i kyrkan. |
| 1736      | Rogslösa kyrka            | Linköpings |      |          |       | 6         | Nej/Nej             | Den 9 maj 1736 fick Björling 66 daler silvermynt då han hade satt upp ett nytt orgelverk i kyrkan. Orgeln kostade 600 daler. Han fick det gamla positivet från kyrkan. Orgeln målades och stofferades av Gustaf Sundqvist. En ny orgel byggdes 1784 av Lars Strömblad. |
| 1740      | Ekebyborna kyrka          | Linköpings |      |          |       | 6         | Nej/Nej             | Han får betalt 546 daler för orgeln mellan 1737 och 1740. Målaren Sven Gustafsson Stoltz i Vadstena stofferade orgelverket. En ny orgel byggdes 1806 av Pehr Schiörlin, Linköping. |
| 1740–1741 | Kälvestens kyrka          | Linköpings |      |          |       | 4         |                     | Han fick 339 daler kopparmynt för orgelverket. Orgeln approberades av organisten Peter Brandberg i Motala. |
| 1746      | Örberga kyrka             | Linköpings |      |          |       | 6         | Nej/Nej             | Fullbordad av orgelbyggaren Jonas Wistenius, Linköping |
| 1741–1746 | Vallerstads kyrka         | Linköpings |      |          |       | 7         | Nej/Nej             | Den 6 mars 1741 på en sockenstämma tyckte Boije och Boren att man skulle köpa in ett orgelverk till kyrkan. Boren tog på sig uppdraget att ordna det. Den 8 mars samma år slöts avtal Björling och församlingen om att bygga ett orgelverk med sex stämmor för 520 daler kopparmynt. Han fick 100 daler direkt i handen och 20 daler skänktes av Borens. Den 14 februari 1742 berätta Björling för församlingen att har drabbats av en vådeld och stora delar av hans egendom och de stämmor som redan var färdig har blivit till aska. Han frågade då församlingen om de var villiga att ge honom påökt, men de sade nej till det. Fullbordad av orgelbyggaren Gustaf Lagergren, Östra Husby. En ny orgel byggdes 1841 av Nils Ahlstrand, Norra Solberg. |

### Ombyggnationer
| År   | Ursprunglig kyrka              | Stift      | Bild | Manualer | Pedal | Stämmor | Bevarad orgel/fasad | Övrigt |
| ---- | ------------------------------ | ---------- | ---- | -------- | ----- | ------- | ------------------- | --- |
| 1722 | Björsäters kyrka, Östergötland | Linköpings |      |          |       | 7       | Nej/Nej             | Orgel var av okänt ursprung som skänktes av kapten Hindrik Reuter och Catharina Rålamb. Den ombyggdes 1722 av Björling från 7 stämmor till 5. Han utförde också en reparation och satte upp orgeln för 96 daler. 1768 ombyggdes orgeln av Gustaf Lagergren, Östra Husby. En ny orgel byggdes 1831 av Gustaf Andersson, Stockholm. |
| 1725 | Löts kyrka, Östergötland       | Linköpings |      |          |       |         | Nej/Nej             | 1725 lagades orgelverket av Björling. 1762–1763 lagades orgeln med två vita skinn. Mellan 1769 och 1770 lagades orgelverket. 1778 reparerades och utökades orgelverket av orgelbyggaren Westelman. |